# Prvenstvo SR Hrvatske u rukometu za mlađe omladinke
Prvenstva SR Hrvatske u rukometu za uzrast "mlađih omladinki" (do 16 godina, danas "kadetkinje") su igrana igrana od 1978. do 1991. godine. Organizirao ih je "Rukometni savez Hrvatske". 

## O natjecanju
Prvenstva su igrani kao turniri s pozvanim momčadima, ili nakon kvalifikacija, ili odigravanja regionalnih i lokalnih liga. Uz omladinske selekcije klubova, na natjecanju su povremeno sudjelovale i omladinske selekcije gradova, lokalnih saveza ili škola. Prvenstva se redovno održavaju od 1978. godine nakon odluke "Rukometnog saveza Hrvatske", gdje je uočen preveliki razmak bez natjecanja između uzrasta  "pionirki" (do 14 godina) i "omladinki" (do 18 godina). 

## Pregled prvenstava
| godina | datumi održavanja        | mjesto održavanja | momčadi | prvak              | doprvak           | napomene                                              |
| ------ | ------------------------ | ----------------- | ------- | ------------------ | ----------------- | ----------------------------------------------------- |
| 1978.  | 25. – 26. studenog 1978. | Poreč             | 11      | Istracommerce Umag | Trešnjevka Zagreb |                                                       |
| 1979.  | 17. – 18. studenog 1979. | Trogir            | 9       | Trešnjevka Zagreb  | Trogir 73         |                                                       |
| 1980.  | 21. – 23. studenog 1980. | Split             | 18      | Rudar Labin        | Interkomerc Umag  |                                                       |
| 1981   | 22. studenog. 1981.      | Zagreb            | 8       | Darda              | Dalma Split       | sudjelovali prvaci Rukometnih saveza Zajednica općina |
| 1982.  | 20. – 21. studenog 1981. | Zagreb            | 8       | Arena Pula         | Trogir 73         |                                                       |
| 1983.  | 12. – 13. studenog 1983. | Jastrebarsko      | 10      | Trogir 73          | Trešnjevka Zagreb |                                                       |
| 1984.  | 17. – 18. studenog 1984. | Jastrebarsko      | 9       | Dalma Split        | Lokomotiva Zagreb |                                                       |
| 1985.  | 16. – 17. studenog 1985. | Opuzen            | 10      | Dalma Split        | Darda             |                                                       |
| 1986.  |                          |                   |         |                    |                   |                                                       |
| 1987.  |                          |                   |         |                    |                   |                                                       |
| 1988.  |                          |                   |         |                    |                   |                                                       |
| 1989.  |                          |                   |         |                    |                   |                                                       |
| 1990.  |                          |                   |         |                    | Graničar Đurđevac | [ 1 ]                                                 |
| 1991.  |                          |                   |         |                    |                   |                                                       |

## Unutrašnje poveznice
- Popis prvaka Hrvatske u rukometu za žene
- Prvenstvo SR Hrvatske u rukometu za omladinke
- Prvenstvo SR Hrvatske u rukometu za pionirke